# Rawcliffe (North Yorkshire)
Rawcliffe is een civil parish in het bestuurlijke gebied City of York, in het Engelse graafschap North Yorkshire met 6511 inwoners.